# 洛萊扎山
08°51′18″S 033°25′15″E / 8.85500°S 33.42083°E
洛萊扎山是坦桑尼亞的山峰，位於該國西南部姆貝亞區，處於姆貝亞以北約6.5公里，屬於姆貝亞山脈的一部分，該山峰海拔高度2,656米。